# Sollenau
Sollenau ist eine Marktgemeinde mit 5477 Einwohnern (Stand 1. Jänner 2025) im Bezirk Wiener Neustadt in Niederösterreich.

## Geografie
Die Marktgemeinde Sollenau liegt im Industrieviertel in Niederösterreich, rund 10 km nördlich von Wiener Neustadt, und wird von der Piesting sowie vom Wiener Neustädter Kanal durchflossen. Nördlich der Piesting liegen um das Ortszentrum die Ortsteile Kirchenfeld, Sonnenhain, Waldparkanlage, Brunnenfeld und Rosenried, südlich das Petrifeld, Benzol-Siedlung und die Böhler. Die Fläche der Marktgemeinde umfasst 10,69 Quadratkilometer. 4,03 Prozent der Fläche sind bewaldet.

## Gemeindegliederung
Die Marktgemeinde Sollenau ist deckungsgleich mit der gleichnamigen Katastralgemeinde, in der, neben Sollenau, als Ortschaften (jeweils Dorf) Böhler sowie Petrifeld amtlich geführt werden.
In Form von zwei Angestelltenwohnhäusern und einem Portiershäuschen an der Weingartenstraße ragt auch der Ort Blumau (Gemeinde Blumau-Neurißhof) nach Sollenau hinein.

## Nachbargemeinden
| Leobersdorf       | Schönau an der Triesting                    | Blumau-Neurißhof |
|                   | Kompassrose, die auf Nachbargemeinden zeigt | Ebenfurth        |
| Matzendorf-Hölles | Felixdorf                                   | Eggendorf        |

## Geschichte
Vor Christi Geburt war das Gebiet Teil des keltischen Königreiches Noricum und gehörte zur Umgebung der keltischen Höhensiedlung Burg auf dem Schwarzenbacher Burgberg, welche Hauptort für das gesamte Nord-Ost-Norikum war.
Später unter den Römern lag das heutige Sollenau dann in der Provinz Pannonia.
Der Name Sollenau wird 1166 in einer in Hartberg ausgestellten Schenkungsurkunde erstmals erwähnt. Er zählt sicherlich zu den älteren Ansiedlungen auf dem Steinfeld. Der Name Sollenau wurde in den vielen Jahren verändert, der Ursprungsname lautete Salenau, von den vielen Sal-Weiden. Zur 850-Jahr-Feier wird auf die Website der Pfarre Sollenau verwiesen.
Industriegeschichtlich war der Ort bestimmt von der Nutzung der Wasserkraft der Piesting (unzutreffend auch Kalter Gang genannt). Am Flusslauf entstanden eine Säbelklingenfabrik (1754–1764), aus dieser ein Kupferhammer (1775 bis nach 1841), danach die von Peter von Braun (1758–1819) gegründete Baumwollspinnerei (1811–1928).
Wenn auch der Anteil des Gemeindegebiets an der sich östlich erstreckenden Trockenen Ebene gering ist, sind die militärischen Einrichtungen des Steinfeldes für den Ort bis heute von wirtschaftlicher Bedeutung. Waren es ursprünglich von Mannschaften zu bewachende Schießanlagen, Pulver- wie Munitionsdepots, durch die Sollenau gegenüber Explosionen besonders exponiert war, so kam mit dem Ersten Weltkrieg eine sich unweit der Gemeinde ausbreitende Kriegsindustrie. Heute sind der Schießplatz Felixdorf (), die Jansa-Kaserne () auf dem ehemaligen Großen Mittel sowie andere Einrichtungen der österreichischen Heeresverwaltung mittelbare (gelegen in: KG Haschendorf, Stadtgemeinde Ebenfurth) lokale Wirtschaftsfaktoren.

## Bevölkerung

### Bevölkerungsentwicklung
| Sollenau: Einwohnerzahlen von 1869 bis 2025         | Sollenau: Einwohnerzahlen von 1869 bis 2025 | Sollenau: Einwohnerzahlen von 1869 bis 2025 | Sollenau: Einwohnerzahlen von 1869 bis 2025 | Sollenau: Einwohnerzahlen von 1869 bis 2025 |
| --------------------------------------------------- | ------------------------------------------- | ------------------------------------------- | ------------------------------------------- | ------------------------------------------- |
| Jahr                                                |                                             |                                             |                                             | Einwohner                                   |
| 1869                                                | 1869                                        |                                             | 1.271                                       | 1.271                                       |
| 1880                                                | 1880                                        |                                             | 1.519                                       | 1.519                                       |
| 1890                                                | 1890                                        |                                             | 1.884                                       | 1.884                                       |
| 1900                                                | 1900                                        |                                             | 2.314                                       | 2.314                                       |
| 1910                                                | 1910                                        |                                             | 2.554                                       | 2.554                                       |
| 1923                                                | 1923                                        |                                             | 2.952                                       | 2.952                                       |
| 1934                                                | 1934                                        |                                             | 2.787                                       | 2.787                                       |
| 1939                                                | 1939                                        |                                             | 2.628                                       | 2.628                                       |
| 1951                                                | 1951                                        |                                             | 2.607                                       | 2.607                                       |
| 1961                                                | 1961                                        |                                             | 2.515                                       | 2.515                                       |
| 1971                                                | 1971                                        |                                             | 2.781                                       | 2.781                                       |
| 1981                                                | 1981                                        |                                             | 3.438                                       | 3.438                                       |
| 1991                                                | 1991                                        |                                             | 4.213                                       | 4.213                                       |
| 2001                                                | 2001                                        |                                             | 4.562                                       | 4.562                                       |
| 2011                                                | 2011                                        |                                             | 4.757                                       | 4.757                                       |
| 2021                                                | 2021                                        |                                             | 5.315                                       | 5.315                                       |
| 2025                                                | 2025                                        |                                             | 5.477                                       | 5.477                                       |
| Quelle(n): Statistik Austria, Gebietsstand 1.1.2021 |                                             |                                             |                                             |                                             |

### Religion
Nach den Daten der Volkszählung 2001 sind 60,5 % der Einwohner römisch-katholisch und 4,2 % evangelisch. 9,5 % sind Muslime, 2,2 % gehören orthodoxen Kirchen an. 21,6 % der Bevölkerung haben kein religiöses Bekenntnis.

## Politik

### Gemeinderatswahlen
Der Gemeinderat hat seit 2025 29, davor 25 Mitglieder.
- Mit den Gemeinderatswahlen in Niederösterreich 1990 hatte der Gemeinderat folgende Verteilung: 18 SPÖ, 4 ÖVP, 2 Bürgerforum Sollenau, und 1 FPÖ.
- Mit den Gemeinderatswahlen in Niederösterreich 1995 hatte der Gemeinderat folgende Verteilung: 17 SPÖ, 3 ÖVP, 3 FPÖ, und 2 Bürgerforum Sollenau.[4]
- Mit den Gemeinderatswahlen in Niederösterreich 2000 hatte der Gemeinderat folgende Verteilung: 17 SPÖ, 4 ÖVP, 3 FPÖ, und 1 Bürgerforum Sollenau.[5]
- Mit den Gemeinderatswahlen in Niederösterreich 2005 hatte der Gemeinderat folgende Verteilung: 18 SPÖ, 5 ÖVP, 1 FPÖ, und 1 Bürgerforum Sollenau.[6]
- Mit den Gemeinderatswahlen in Niederösterreich 2010 hatte der Gemeinderat folgende Verteilung: 14 SPÖ, 7 ÖVP, 3 FPÖ, und 1 Bürgerforum Sollenau.[7]
- Mit den Gemeinderatswahlen in Niederösterreich 2015 hatte der Gemeinderat folgende Verteilung: 14 SPÖ, 7 ÖVP, 3 FPÖ, und 1 Bürgerforum Sollenau.[8]
- Mit den Gemeinderatswahlen in Niederösterreich 2020 hatte der Gemeinderat folgende Verteilung: 14 SPÖ, 9 ÖVP, 1 Liste Weninger und 1 FPÖ.[9]
- Mit den Gemeinderatswahlen in Niederösterreich 2025 hat der Gemeinderat folgende Verteilung: 16 SPÖ+ (Team Sollenau SPÖ + Parteifrei), 9 ZUSO (Zukunft Sollenau - Team Gerald Spiess) und 4 FPÖ.[10]

### Bürgermeister
(Quelle: )
- bis 1945 Alois Reiter
- 1945–1954 Josef Pöpperl
- 1954 Franz Hauberl (Gemeindeverwalter)
- 1954–1974 Franz Wunderl
- 1975–1984 Othmar Podebradsky
- 1984–2003 Lorenz Hrabec
- 2003–2010 Otto König (SPÖ)
- seit 2010 Stefan Wöckl (SPÖ)

## Kultur und Sehenswürdigkeiten
- Katholische Pfarrkirche Sollenau hl. Laurentius: Bei der Kirche wurde nach dem Abschluss der Renovierungsarbeiten im Jahr 2007 ein Pfarrmuseum eingerichtet.[12]

## Wirtschaft und Infrastruktur
Sollenau liegt verkehrsgünstig sowohl an Süd- und Aspangbahn als auch an der Wiener Neustädter Straße (B17), sodass sowohl Wien als auch die Bezirkshauptstadt Wiener Neustadt gut erreichbar sind.
Nichtlandwirtschaftliche Arbeitsstätten gab es im Jahr 2001 191, land- und forstwirtschaftliche Betriebe nach der Erhebung 1999 27. Die Zahl der Erwerbstätigen am Wohnort betrug nach der Volkszählung 2001 2055. Die Erwerbsquote lag 2001 bei 45,92 Prozent.
Der einst durch Landwirtschaft geprägte Ort entwickelte sich nach dem Zweiten Weltkrieg zu einer modernen Industriegemeinde mit gut ausgebauter Infrastruktur. Wichtige ansässige Betriebe sind:
- Das 1997 gegründete Sägerwerk Sollenau ist seit dem Aufkauf Teil der Stora Enso Timber AG (Einstellung des Sägebetriebes mit Ende des 1. Quartales 2014, der Hobelwaren- und Leimholzproduktion mit Ende des 2. Quartales 2015).
- Die Fleischerei Doris Steiner-Bernscherer sowie die Konditorei Trahbüchler erreichten für ihre Produkte regionale und überregionale Preise.
- Die KBO Kunststoffpulverbeschichtung Erich Ostermann GmbH. & Co.KG betreibt einen Standort in Sollenau.
- Bau und Möbeltischlerei Reisner, gegründet 1968.

Sollenau (links unten) und Umgebung um 1873 (Aufnahmeblatt der Landesaufnahme)

Durch das Gemeindegebiet Sollenau führt von der Südbahn-Station Felixdorf eine am 11. Jänner 1889 als Schleppbahn zu den Artilleriemagazinen auf dem Steinfeld in Betrieb genommene eingleisige normalspurige Linie, die 1890–1893 als militär-ärarische Schleppbahn von Felixdorf nach Blumau für den Lokomotivbetrieb erneuert bzw. erweitert, 1915 von ihrer Endstelle Blumau bis Tattendorf an der Aspangbahn verlängert und am 15. Mai 1928 (als 10,9 km lange) Lokalbahn Felixdorf–Tattendorf für den öffentlichen Verkehr freigegeben wurde. Nach Einstellung des Personenverkehrs Tattendorf–Blumau 1932 und der späteren Abtragung dieses Streckenteils wurde im Laufe der Zeit aus dem Linienrest Blumau-Neurißhof–Felixdorf eine für gelegentliche Gütertransporte bis heute bestehende Schleppbahn.

## Öffentliche Einrichtungen

### Bildung und Soziales
In Sollenau befindet sich eine Volksschule mit einer eigenen Kompetenzschule für sonderpädagogischem Förderbedarf und einer Musikschule, zwei Kindergärten sowie ein Sozialzentrum mit insgesamt 26 betreuten Senioren-Appartements.

### Kultur und Freizeit
In der Kulturhalle "Leopold Grünzweig Zentrum" bietet das Kunst- und Kulturreferat der Marktgemeinde Sollenau ein abwechslungsreiches Unterhaltungsprogramm an. 
Für Jugendliche von 12 bis 23 Jahre wurde 2011 das Jugendcafé "SPOTLIGHT.sollenau" in der Nähe der Feuerwehr eingerichtet – bestehend aus sieben Wohncontainern, in denen unter anderem Billard angeboten wird. Auch ein Areal für Graffiti-Werke und ein Grillplatz ist vorhanden.
2013 wurde der Generationenspielplatz "Funpark Sollenau" direkt neben dem Rodelberg errichtet. 

### Sport
Das im Jahr 1980 errichtete Fußballstadion des 1. SC Sollenau befindet sich auf der westlichen Seite der Südbahn und hat eine Kapazität von 300 Sitz- und 700 Stehplätze. Von April bis Oktober findet bei Schönwetter jeden Samstag Vormittag direkt vor dem Fußballfeld am Sportplatz ein großer und beliebter Flohmarkt statt.

### Sonstiges
Nachdem die Postfiliale im alten Rathaus Ende April 2022 geschlossen worden war, übernahm die Gemeinde eine Postpartnerschaft. Zu diesem Zweck wurde eine moderne Poststelle mit eigenem Vordereingang im Gemeindeamt eingerichtet. Laut Schätzungen verursacht die Postpartnerschaft Kosten von 30.000 Euro pro Jahr.

## Persönlichkeiten
- Paul Pacher von Theinburg (1832–1906), Industrieller und Politiker
- Gustav Pacher von Theinburg (1839–1927), Industrieller, Politiker und Schriftsteller
- Alwil Pacher von Theinburg (1840–1904), Ehrenbürger von Sollenau und Schönau
- Rudolf Gruber (1864–1926), Gastwirt und Politiker
- Johann Haller (1883–1949), Gastwirt, Landwirt, Abgeordneter und Landesrat in der Landesregierung
- Franz Erntl (1902–1990), Maler
- Manfred Horvath (1960–nach 1979), Radrennfahrer
- Georg Rauber (1986), Schauspieler, Autor